# Ministère des Finances et de l'Économie (Haut-Karabagh)
Pour les articles homonymes, voir Ministère des Finances et de l'Économie.
Le ministère des Finances et de l'Économie (arménien : Ֆինանսների և էկոնոմիկայի նախարարություն ; russe : Министерство финансов и экономики) est un organe d'administration du Haut-Karabagh (république d'Artsakh).